# Solenopsis nitens
Solenopsis nitens es una especie de hormiga del género Solenopsis, subfamilia Myrmicinae.

## Distribución
Esta especie se encuentra en Sri Lanka.